# 吉诺·卡佩洛
吉诺·卡佩洛（義大利語：Gino Cappello，1920年6月2日—1990年3月28日），意大利前男子足球运动员，场上位置是前锋。他曾代表意大利国家队参加1950年和1954年国际足联世界杯，均止步小组赛。